# Giancarlo De Cataldo

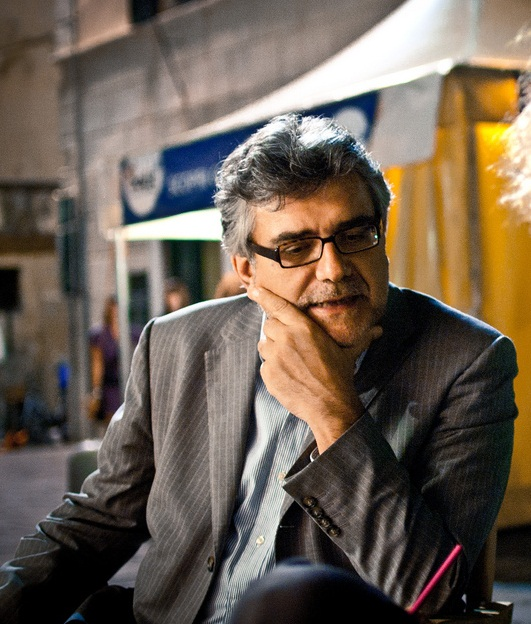
Giancarlo De Cataldo 2010

Giancarlo De Cataldo (* 7. Februar 1956 in Tarent) ist ein italienischer Richter und Autor von Kriminalromanen.

## Leben
De Cataldo lebt seit Beginn seines Jurastudiums im Jahre 1974 in Rom, wo er heute (2014) als Richter am Schwurgericht (Corte d’Assise) tätig ist. De Cataldo ist Schriftsteller, Übersetzer, Autor von Theaterstücken und Drehbüchern für das Fernsehen. Er hat eine Anzahl von Kriminalgeschichten geschrieben und ist auch Herausgeber von Sammelbänden mit Kriminalgeschichten italienischer Autoren. Ferner ist er Mitarbeiter verschiedener italienischer Zeitungen wie La Repubblica, L’Unità, La Gazzetta del Mezzogiorno, Il Messaggero, Il Nuovo, Paese Sera und Hot!.
Seine vier Romane Nelle mani giuste (Schmutzige Hände), La forma della paura (Zeit der Wut), Romanzo Criminale (Romanzo Criminale) und Io sono il Libanese (Der König von Rom) stellen eine Tetralogie dar, die alle von der italienischen Mafia von den 70er Jahren bis heute handeln.
Mehrere von De Cataldos Romanen wurden verfilmt, so Romanzo Criminale als Spielfilm (2005) und Fernsehserie (2008–2010) sowie Suburra als Spielfilm (Suburra, 2015) und Fernsehserie (Suburra: Blood on Rome, 2017; die Fortsetzung Suburræterna aus dem Jahr 2023 beruht nur noch lose in Bezug auf einzelne Figuren auf dem Roman De Cataldos). 2016 wurde De Cataldo in die Wettbewerbsjury der 73. Internationalen Filmfestspiele von Venedig berufen.

## Werk

### Romane
- Nero come il cuore, Rist Einaudi, Interno Giallo, Mailand 1989. ISBN 88-356-0003-0
  - Schwarz wie das Herz. dt. von Karin Fleischanderl, Folio, Wien/Bozen 2024, ISBN 978-3-85256-902-4
- Contessa. Liber, Pavia 1993, ISBN 88-8004-017-0.
- Terroni. Theoria, Rom/Neapel 1995, ISBN 88-241-0409-6.
- Romanzo Criminale. Einaudi, Turin 2002, ISBN 88-06-16096-6.
  - Romanzo Criminale. dt. von Karin Fleischanderl, Folio, Wien/Bozen 2010, ISBN 978-3-85256-508-8.
- Nelle mani giuste. Einaudi, Turin 2007, ISBN 978-88-06-20277-4.
  - Schmutzige Hände. dt. von Karin Fleischanderl, Folio, Wien/Bozen 2011, ISBN 978-3-85256-554-5.
- L'India, l'elefante e me. Rizzoli, Mailand 2008, ISBN 978-88-17-02587-4.
- La forma della paura. (gemeinsam mit Mimmo Rafele), Einaudi, Turin 2010, ISBN 978-88-06-20494-5.
  - Zeit der Wut. dt. von Karin Fleischanderl, Folio, Wien/Bozen 2012, ISBN 978-3-85256-592-7.
- I traditori. Einaudi, Turin 2010, ISBN 978-88-06-20211-8.
- Il padre e lo straniero. Einaudi, Turin 2010.
  - Der Vater und der Fremde. dt. von Karin Fleischanderl, Folio, Wien/Bozen 2017, ISBN 978-3-99037-068-1.
- Io sono il Libanese. Einaudi, Turin 2012, ISBN 978-88-06-21611-5.
  - Der König von Rom. dt. von Karin Fleischanderl, Folio, Wien/Bozen 2013, ISBN 978-3-85256-619-1.
- Int'allu Salento. Ad est dell'equatore, Neapel 2012, ISBN 978-88-95797-34-2.
- Suburra. (gemeinsam mit Carlo Bonini), Einaudi, Turin 2013, ISBN 978-88-06-21527-9.
  - Suburra. Schwarzes Herz von Rom. dt. von Karin Fleischanderl, Folio, Wien/Bozen 2015, ISBN 978-3-85256-660-3.
- Nell'ombra e nella luce. Einaudi, Turin 2014, ISBN 978-88-06-22184-3. (Dieser historische Kriminalroman erschien anlässlich des 200. Jahrestages der Gründung der Polizeitruppe der Carabinieri.[1])
- Il combattente. Come si diventa Pertini. Rizzoli, Mailand 2014, ISBN 978-88-06-22184-3.
- La notte di Roma (zusammen mit Carlo Bonini), Einaudi, Turin 2015, ISBN 978-88-06-22777-7.
  - Die Nacht von Rom, dt. von Karin Fleischanderl, Folio, Wien/Bozen 2016, ISBN 978-3-85256-700-6.
- L’agente del caos. Einaudi, Turin 2019, ISBN 978-88-06-24072-1.
  - Der Agent des Chaos, dt. von Karin Fleischanderl, Folio, Wien/Bozen 2019, ISBN 978-3-85256-768-6.

- Alba nera. Rizzoli/Mondadori Libri, Mailand 2019, ISBN 978-88-17-14149-9
  - Alba nera., dt. von Karin Fleischanderl, Folio, Wien/Bozen 2021, ISBN 978-3-85256-828-7.

### Kurzgeschichten
- Giudici. (zusammen mit Andrea Camilleri und Carlo Lucarelli), Einaudi, Turin 2011, ISBN 978-88-06-20597-3.
  - Richter. dt. von Hinrich Schmidt-Henkel, Klett-Cotta, Stuttgart 2013, ISBN 978-3-608-93989-7.
- Cocaina. (zusammen mit Gianrico Carofiglio und Massimo Carlotto), Einaudi, Turin 2013, ISBN 978-88-06-21547-7.
  - Kokain. dt. von Karin Fleischanderl, Folio, Wien / Bozen 2013, ISBN 978-3-85256-628-3.
- Medusa (zusammen mit Maurizio de Giovanni, Diego de Silva und Carlo Lucarelli) in Giochi criminali. Einaudi, Turin 2014. ISBN 978-88-06-21951-2.

### Als Herausgeber
- Crimini. Einaudi, 2005, ISBN 88-06-17576-9.
  - Ich weiß um deine dunkle Seite. Bastei Lübbe, 2008, ISBN 978-3-404-92288-8.
- Crimini II. Mit Krimis von Carlo Lucarelli, Carlo Garofiglio u. a.
  - Denn dein ist das Böse. Bastei Lübbe, 2011, ISBN 978-3-404-16503-2.

## Filmografie
Vorlage
- 2015: Suburra – 7 Tage bis zur Apokalypse (Suburra)
- 2017: Suburra: Blood on Rome (Suburra: la serie)

Drehbuch
- 2010: Die Fahne der Freiheit (Noi credevamo)

## Auszeichnungen
- 2003: Premio Giorgio Scerbanenco für Romanzo criminale
- 2006: Prix du polar européen für Romanzo criminale
- 2007: SuperScerbanenco
- 2012: Krimi des Jahres 2011 (Platz 7) in der KrimiZEIT-Bestenliste für Schmutzige Hände